# Bailey Wright
Bailey Colin Wright (ur. 28 lipca 1992 w Melbourne) – australijski piłkarz występujący na pozycji obrońcy w angielskim klubie Preston North End, były młodzieżowy reprezentant kraju. Znalazł się w kadrze reprezentacji Australii na Mistrzostwa Świata 2014.